# Теорема Майхилла — Нероуда
В теории формальных языков теорема Майхилла — Нероуда определяет необходимое и достаточное условия регулярности языка.
Теорема названа в честь Джона Майхилла и Энила Нероуда, доказавших её в Чикагском университете в 1958 году.

## Формулировка теоремы
Пусть существует язык {\displaystyle L} в алфавите {\displaystyle V} и задано отношение {\displaystyle \equiv _{L}} на словах из множества всех слов в данном алфавите такое, что {\displaystyle x\equiv _{L}y} тогда и только тогда, когда для всех {\displaystyle z}, принадлежащих множеству всех слов в данном алфавите, оба слова {\displaystyle xz} и {\displaystyle yz} одновременно принадлежат или одновременно не принадлежат языку {\displaystyle L}. Нетрудно доказать, что {\displaystyle \equiv _{L}} — отношение эквивалентности на множестве слов в алфавите {\displaystyle V}.
По теореме Майхилла — Нероуда число состояний в минимальном детерминированном конечном автомате (ДКА), допускающем язык {\displaystyle L}, равно числу классов эквивалентности по отношению {\displaystyle \equiv _{L}}, то есть, мощности фактормножества языка {\displaystyle L} относительно {\displaystyle \equiv _{L}}. Данное число также называется индексом бинарного отношения и обозначается как {\displaystyle ind\equiv _{L}}.

## Следствия
Из теоремы Майхилла — Нероуда следует, что язык {\displaystyle L} регулярен тогда и только тогда, когда число классов эквивалентности по {\displaystyle \equiv _{L}} конечно. Можно сразу же заключить, что если отношение {\displaystyle \equiv _{L}} разбивает язык {\displaystyle L} на бесконечное число классов эквивалентности, то язык {\displaystyle L} не регулярен. Это заключение очень часто используется для доказательства нерегулярности языков.